# Cristian Bezzi
Pour les articles homonymes, voir Bezzi.
Pas d'image ? Cliquez ici

a Compétitions nationales et continentales officielles uniquement.

b Matchs officiels uniquement.
Dernière mise à jour le 30 janvier 2024.
Cristian Bezzi, né le 13 mai 1975 à Reggio d'Émilie (Italie), est un joueur international italien de rugby à XV, jouant au poste de deuxième ligne.

## Biographie
Cristian Bezzi était deuxième ligne et mesure 1,95 m pour 116 kg.
Il a honoré sa première cape internationale avec l'équipe d'Italie le 15 février 2003 à Rome pour une victoire 30-22 contre les Gallois.
Il dispute la Coupe du monde 2003 (deux matchs),.

## Sélection nationale
- 11 sélections avec l'Italie
- Sélections par année : 8 en 2003, 1 en 2004, 2 en 2005.
- Tournoi des Six Nations disputé: 2003
- Coupe du monde de rugby disputée : 2003 (2 matchs, 1 comme titulaire).

## Palmarès
- Championnat d'Italie
  - Vainqueur : 2002.
- Coupe d'Italie
  - Vainqueur : 2003 et 2007.
  - Finaliste : 2004 et 2005.
- Supercoupe d'Italie
  - Vainqueur : 2007.
- Bouclier européen
  - Finaliste : 2004.